# Vision Divine
Vision Divine är ett italienskt progressivt power metal-band från Massa i Toscana. Bandet bildades 1998 och har skivkontrakt med Scarlet Records. De har släppt nio studioalbum, varav det senaste Blood and Angels' Tears år 2024.

## Historik
Vision Divine grundades av Olaf Thörsen (pseudonym för Carlo Andrea Magnani), gitarrist i bandet Labyrinth. Det var ursprungligen tänkt som ett soloprojekt, men blev ett fullt band när sångaren Fabio Lione (då i Rhapsody) anslöt efter att ha lämnat just Labyrinth ett par år tidigare. Bandnamnet kommer av det namn som ursprungligen var tänkt för Labyrinth, Vision, och Divine, namnet på en soloskiva Thörsen planerade men aldrig gav ut. Sedermera anslöt basisten Andrea "Tower" Torricini, keyboardisten Andrew McPauls (pseudonym för Andrea De Paoli) och trummisen Mattia Stanciou, och bandet var komplett. Denna uppsättning spelade in skivorna Vision Divine (1999) och Send Me an Angel (2002) och turnerade däremellan i Brasilien. Efter släppet av det andra albumet lämnade Stanciou, McPauls och Lione bandet och ersattes av Matteo Amoroso, Oleg Smirnoff respektive Michele Luppi. Denna line-up spelade in Stream of Consciousness som släpptes 2004 på bandets nya skivbolag Scarlet Records.
Vision Divine har vad gäller medlemmar genom åren haft en viss överlappning med andra inom genren kända italienska band, däribland Rhapsody of Fire, Secret Sphere och Derdian. Nuvarande och tidigare sångare i dessa band har också sjungit i Vision Divine, senast Ivan Giannini. Då han lämnade bandet efter utgivningen av Blood and Angels' Tears 2024 stod man utan sångare fram till mars 2025, då det meddelades att den tidigare sångaren Michele Luppi återvänt.

## Medlemmar
Nuvarande medlemmar
- Olaf Thörsen – gitarr (1998– )
- Andrea "Tower" Torricini – basgitarr (1999–2006, 2012– )
- Federico "Pule" Puleri – gitarr (2002– )
- Michele Luppi – sång (2003-2008, 2025– )
- Matt Peruzzi – trummor (2022– )

Tidigare medlemmar
- Fabio Lione – sång (1998–2003, 2008–2018)
- Andrew McPauls – keyboard (1999–2002)
- Mattia Stanciou – trummor (1999–2002)
- Oleg Smirnoff – keyboard (2002–2005)
- Matteo Amoroso – trummor (2003–2005)
- Ricky Quagliato – trummor (2005–2006)
- Alessandro "Bix" Bissa – trummor (2006–2016)
- Cristiano Bertocchi – basgitarr (2006–2012)
- Mike Terrana – trummor (2016–2022)
- Ivan Giannini – sång (2018–2024)
- Alessio Lucatti – keyboard (2006–2025)[4]

## Diskografi
Studioalbum
- Vision Divine (1999)
- Send Me an Angel (2002)
- Stream of Consciousness (2004)
- The Perfect Machine (2005)
- The 25th Hour (2007)
- 9 Degrees West of the Moon (2009)
- Destination Set to Nowhere (2012)
- When All the Heroes Are Dead (2019)
- Blood and Angels' Tears (2024)

Singlar
- "Angel of Revenge" (2018)
- "3 Men Walk on the Moon" (2019)

Demo
- Colours of My World (2003)